# 909型綜合試驗艦
909型與909A型綜合試驗艦（北約代號：Dahua級與Dahua-II級）是中國人民解放軍海軍使用的海上綜合試驗艦，用於武器测试和海洋研究。
首艘909型「畢昇號」於1997年服役；而改良型909A則於2012年服役，具備更大的排水量與更完整的測試設施。

## 發展背景
1990年代，中國海軍推動現代化建軍計劃，急需能在海上模擬實戰環境進行裝備驗證的綜合平台。為此開發909型艦，作為中國首艘大型綜合試驗艦，於1997年以「畢昇號（891）」之名服役。
之後中國研製改進型909A型，進一步提升測試能力，配合新一代水面艦艇（如052D型導彈驅逐艦與055型導彈驅逐艦）相關裝備研發。

## 技術特徵
兩型艦主要差異如下：
909型
- 滿載排水量約4630噸；
- 設有雷達與電子測試設施；
- 外型較接近傳統艦艇。

909A型
- 滿載排水量約6000噸；
- 擁有更多天線與感測平台，艦體電磁隔離設計明顯；
- 設有直升機甲板，提升任務支援能力；
- 可同時進行飛彈、雷達、火控與電戰系統聯合測試。

測試項目包括：
- 艦載飛彈（如鷹擊-62、海紅旗-9、海紅旗-16）導引測試；
- 新型主動相控陣雷達測試；
- 艦炮與火控系統射擊穩定性驗證；
- 電子對抗與通訊干擾模擬；
- 數據鏈整合與艦隊聯合作戰實驗。

## 服役艦艇
目前已知服役艦如下：
- 畢昇號（891）：首艦，909型，1997年服役；
- 華羅庚號（892）：909A型，2011年服役；
- 另有1～2艘909A型後續艦正在服役或建造中，詳細資訊不明。

## 試驗任務
909/909A型綜合試驗艦的主要任務包括：
- 艦載飛彈實彈與導引測試；
- 各型雷達與電戰設備效能驗證；
- 火控系統與指管鏈路整合測試；
- 多艦協同電子作戰與抗干擾實驗。

這些任務對於新型艦載系統的定型與列裝具關鍵性意義。